# Montserrat Ribé i Parellada
Montserrat Ribé i Parellada, connue également comme Montse Ribé, née à Barcelone en 1972, est une dessinatrice, sculptrice et créatrice d'effets spéciaux de maquillage catalane.

## Biographie
Formée au sein de l'académie Screaming, elle est copropriétaire de DDT Efectes Especials depuis l'année 1997.
En 2010, elle est nommée vice-présidente fondatrice de l'Académie du cinéma catalan.
Elle est la créatrice de la sculpture récompensant les célèbres Prix Gaudí, de Barcelone.

## Récompenses et distinctions
- 2006 : Oscar des meilleurs maquillages pour Le Labyrinthe de Pan de Guillermo del Toro (avec David Martí)[4];
- 2008: Prix Goya du meilleur maquillage pour Fragile de Jaume Balaguero;
- 2008: Prix Goya du meilleur maquillage pour L'Orphelinat de Juan Antonio Bayona;
- 2024: Prix Goya du meilleur maquillage pour Le Cercle des neiges de Juan Antonio Bayona[5].